# Чемпіонат Європи з футболу 2008 (розклад матчів)
Це хронологічний список матчів чемпіонату Європи з футболу 2008.
Час місцевий (UTC+2)
| Дата      | Стадіон              | Час                  | Стадія               | Команда 1            | Результат            | Команда 2            |
| --------- | -------------------- | -------------------- | -------------------- | -------------------- | -------------------- | -------------------- |
| 7 червня  | Базель               | 18:00                | Група A              | Швейцарія            | 0 — 1                | Чехія                |
| 7 червня  | Женева               | 20:45                | Група A              | Португалія           | 2 — 0                | Туреччина            |
| 8 червня  | Відень               | 18:00                | Група B              | Австрія              | 0 — 1                | Хорватія             |
| 8 червня  | Клагенфурт           | 20:45                | Група B              | Німеччина            | 2 — 0                | Польща               |
| 9 червня  | Цюрих                | 18:00                | Група C              | Румунія              | 0 — 0                | Франція              |
| 9 червня  | Берн                 | 20:45                | Група C              | Нідерланди           | 3 — 0                | Італія               |
| 10 червня | Інсбрук              | 18:00                | Група D              | Іспанія              | 4 — 1                | Росія                |
| 10 червня | Зальцбург            | 20:45                | Група D              | Греція               | 0 — 2                | Швеція               |
| 11 червня | Женева               | 18:00                | Група A              | Чехія                | 1 — 3                | Португалія           |
| 11 червня | Базель               | 20:45                | Група A              | Швейцарія            | 1 — 2                | Туреччина            |
| 12 червня | Клагенфурт           | 18:00                | Група B              | Хорватія             | 2 — 1                | Німеччина            |
| 12 червня | Відень               | 20:45                | Група B              | Австрія              | 1 — 1                | Польща               |
| 13 червня | Цюрих                | 18:00                | Група C              | Італія               | 1 — 1                | Румунія              |
| 13 червня | Берн                 | 20:45                | Група C              | Нідерланди           | 4 — 1                | Франція              |
| 14 червня | Інсбрук              | 18:00                | Група D              | Швеція               | 1 — 2                | Іспанія              |
| 14 червня | Зальцбург            | 20:45                | Група D              | Греція               | 0 — 1                | Росія                |
| 15 червня | Базель               | 20:45                | Група A              | Швейцарія            | 2 — 0                | Португалія           |
| 15 червня | Женева               | 20:45                | Група A              | Туреччина            | 3 — 2                | Чехія                |
| 16 червня | Клагенфурт           | 20:45                | Група B              | Польща               | 0 — 1                | Хорватія             |
| 16 червня | Відень               | 20:45                | Група B              | Австрія              | 0 — 1                | Німеччина            |
| 17 червня | Берн                 | 20:45                | Група C              | Нідерланди           | 2 — 0                | Румунія              |
| 17 червня | Цюрих                | 20:45                | Група C              | Франція              | 0 — 2                | Італія               |
| 18 червня | Зальцбург            | 20:45                | Група D              | Греція               | 1 — 2                | Іспанія              |
| 18 червня | Інсбрук              | 20:45                | Група D              | Росія                | 2 — 0                | Швеція               |
| 19 червня | Базель               | 20:45                | Чвертьфінал          | Португалія           | 2 — 3                | Німеччина            |
| 20 червня | Відень               | 20:45                | Чвертьфінал          | Хорватія             | 1 — 1 (1—3) п.       | Туреччина            |
| 21 червня | Базель               | 20:45                | Чвертьфінал          | Нідерланди           | 1 — 3 д. ч.          | Росія                |
| 22 червня | Відень               | 20:45                | Чвертьфінал          | Іспанія              | 0 — 0 (4—2) п.       | Італія               |
| 23 червня | Матчі не проводилися | Матчі не проводилися | Матчі не проводилися | Матчі не проводилися | Матчі не проводилися | Матчі не проводилися |
| 24 червня | Матчі не проводилися | Матчі не проводилися | Матчі не проводилися | Матчі не проводилися | Матчі не проводилися | Матчі не проводилися |
| 25 червня | Базель               | 20:45                | Півфінал             | Німеччина            | 3 — 2                | Туреччина            |
| 26 червня | Відень               | 20:45                | Півфінал             | Росія                | 0 — 3                | Іспанія              |
| 27 червня | Матчі не проводилися | Матчі не проводилися | Матчі не проводилися | Матчі не проводилися | Матчі не проводилися | Матчі не проводилися |
| 28 червня | Матчі не проводилися | Матчі не проводилися | Матчі не проводилися | Матчі не проводилися | Матчі не проводилися | Матчі не проводилися |
| 29 червня | Відень               | 20:45                | Фінал                | Німеччина            | 0 — 1                | Іспанія              |